# Domingo Ascaso
Domingo Ascaso Abadía (Almudévar, 1895-Barcelona, 1937) fue un anarquista español.

## Biografía
Hermano y primo carnal de los también anarquistas Francisco y Joaquín Ascaso, respectivamente, perteneció a diferentes organizaciones armadas como Los Justicieros, Los Solidarios o Nosotros, y llegó a asesinar, según Abel Paz, al redactor jefe del periódico aragonés El Heraldo de Aragón, homicidio que tuvo lugar en 1920. Ascaso, que formó parte de la FAI, llegaría a ser descrito por Paz como «un experto en evasiones». Durante la Guerra Civil Española fue uno de los líderes de la Columna Ascaso, al ejercer como uno de sus delegados, junto a Gregorio Jover y Cristóbal Aldabaldetrecu. La columna batalló en el Frente de Huesca, dentro del más amplio Frente de Aragón, tomando plazas como Barbastro, Grañén y Vicién. Fue asesinado durante los sucesos de mayo de 1937.